# Helina australasiae
Helina australasiae är en tvåvingeart som beskrevs av Malloch 1923. Helina australasiae ingår i släktet Helina och familjen husflugor. Inga underarter finns listade i Catalogue of Life.